# Diplothorax
Diplothorax is een kevergeslacht uit de familie van de boktorren (Cerambycidae). De wetenschappelijke naam van het geslacht werd voor het eerst geldig gepubliceerd in 1970 door Gressitt & Rondon.

## Soorten
Diplothorax omvat de volgende soorten:
- Diplothorax brevis Niisato, 2008
- Diplothorax coronatus Holzschuh, 2006
- Diplothorax fasciatus Holzschuh, 1982
- Diplothorax ishihamai Niisato, 1998
- Diplothorax lucens Holzschuh, 1995
- Diplothorax ohbayashii Niisato, 2008
- Diplothorax ohmomoi Niisato, 2008
- Diplothorax paradoxus Gressitt & Rondon, 1970
- Diplothorax punctator Holzschuh, 2003
- Diplothorax sangayi Holzschuh, 1989